# Csanád Telegdi
Csanád Telegdi (c. 1280 - † 1349) fou el trentacinquè arquebisbe d'Esztergom i membre de l'alta noblesa hongaresa del segle xiv.

## Biografia
Csanád nasqué al si d'una família hongaresa antiga i poderosa, amb avantpassats emparentats amb el rei Esteve I d'Hongria. Fou nomenat canonge cantor de Nagyvárad el 1295.
Entre el 1296 i el 1298 el canonge Esteve el reemplaçà en aquest ofici, tanmateix el 1299 se'l tornà a donar a Csanád, la qual cosa permet deduir que durant aquests tres anys realitzà certs estudis, on obtingué el respecte de decretorum doctor que és mencionat posteriorment. El 1306 fou canonge lector, i el 1318 prepòsit del consell canònic de Nagyvárad.
A part d'això, durant els següents tres anys es convertí en cap de la capella reial, secretari reial i capellà papal. A Nagyvárad fundà un consell canònic col·legiat. El 1322 fou elegit bisbe d'Eger. El 1330 fou nomenat arquebisbe d'Esztergom, i reconstruí la seva catedral el 1331 i construí tres capelles amb gran pompa principesca. També reparà i amplià el palau arquebisbal de la ciutat, construint-hi el castell i altres palaus adjacents.
El 1336 restaurà i novament amplià el consell canònic col·legiat de Sant Jordi d'Esztergom, realitzant grans donacinos. A part d'això, el 1335 construí un claustre per a l'Orde Franciscà a la seva pròpia terra natal, a Csanád. Molt proper a la família reial hongaresa, Csanád fou el padrí de bateig del príncep Esteve d'Anjou, fill del rei Carles I d'Hongria. Malgrat la seva estreta relació amb el rei, es negà a coronar el seu petit fill Lluís d'Anjou mentre el monarca encara vivia. Quan fou necessari, Csanád defensà tenaçment els drets de l'Església i de la seva arxidiòcesi davant dels excessos de Carles Robert.
El pes del govern del regne caigué dues vegades sobre seu, primer quan durant els primers anys del regnat de Lluís I d'Hongria el 1343 la reina mare Isabel Lokietek viatjà a Itàlia, i la segona quan el propi rei viatjà a Nàpols en una campanya militar per venjar l'assassinat del seu germà petit Andreu d'Hongria.
Csanád morí el 1349 i fou succeït a la càtedra arquebisbal pocs mesos després pel seu nebot Nicolau Vásári.